# 中山大塚古墳

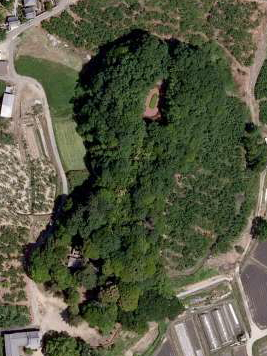
中山大塚古墳。2008年。。

中山大塚古墳（なかやまおおつかこふん）は、奈良県天理市中山町大塚に所在する古墳時代前期初頭の前方後円墳である。大和古墳群の枝群である萱生古墳群に属し、国の史跡に指定されている（史跡「大和古墳群」のうち）。

## 概要
墳丘は前方部を南西に向けた前方後円墳で、全長約130メートル、後円部の径約67メートル・高さ約11.3メートル、3段築成で、後円部北側の墳丘裾に扇型に開く張り出し部分が付属することが確認された。後円部に張り出しが付くということは、すぐ南にある柳本古墳群中の代表的な双方中円墳の櫛山古墳の墳形に繋がるのではないかと推定される。前方部後方東側にも三角形の張り出しが付けられている。前方部と後円部の高さは、前方部が低く、前方部前面が緩やかに曲線を描いており、出現期前方後円墳の特徴を備えている。また、後円部の張り出し付近から特殊器台の破片が見つかっており、箸墓古墳に次ぐ最古級の前方後円墳であると推定されている。
南側に延びた尾根を切り取り、その土を後円部の上に積み、前方部も尾根を低く細く削り取って、形を整えたと考えられており、後円部の高さ11.3メートルのうち、墳頂部の4メートル以上は盛り土であった。しかも盛り土の仕方は、粘土と砂利を互層に堅く積み上げる工夫がなされていた。
発掘調査、1977年（昭和52年）以来数回にわたって実施されてきた。埋葬施設は、後円部の中央に長さ7.5メートル、高さ1.4メートルの竪穴式石室が築かれていた。石室の石材は、二上山麓に産出する輝石安山岩であり、上部は持ち送りにしてすぼめるなどの工夫を凝らしている。礫敷や木棺を設置する基台などは確認されておらず、内部構造は比較的簡素なものとなっている。石室のなかからは割竹形木棺が確認された。
墳丘の最下段に幅6メートル、高さ1メートルの平坦面が造られ、後円部の北西からくびれ部にかけて壕の跡がみられた。
古墳は大和神社の所有地内にあり、前方部の南側には墳丘の一部を削って境外摂社の御旅所坐神社（大和稚宮）が造られている。
2014年（平成26年）10月6日、ノムギ古墳・下池山古墳とともに「大和古墳群」として国の史跡に指定された。

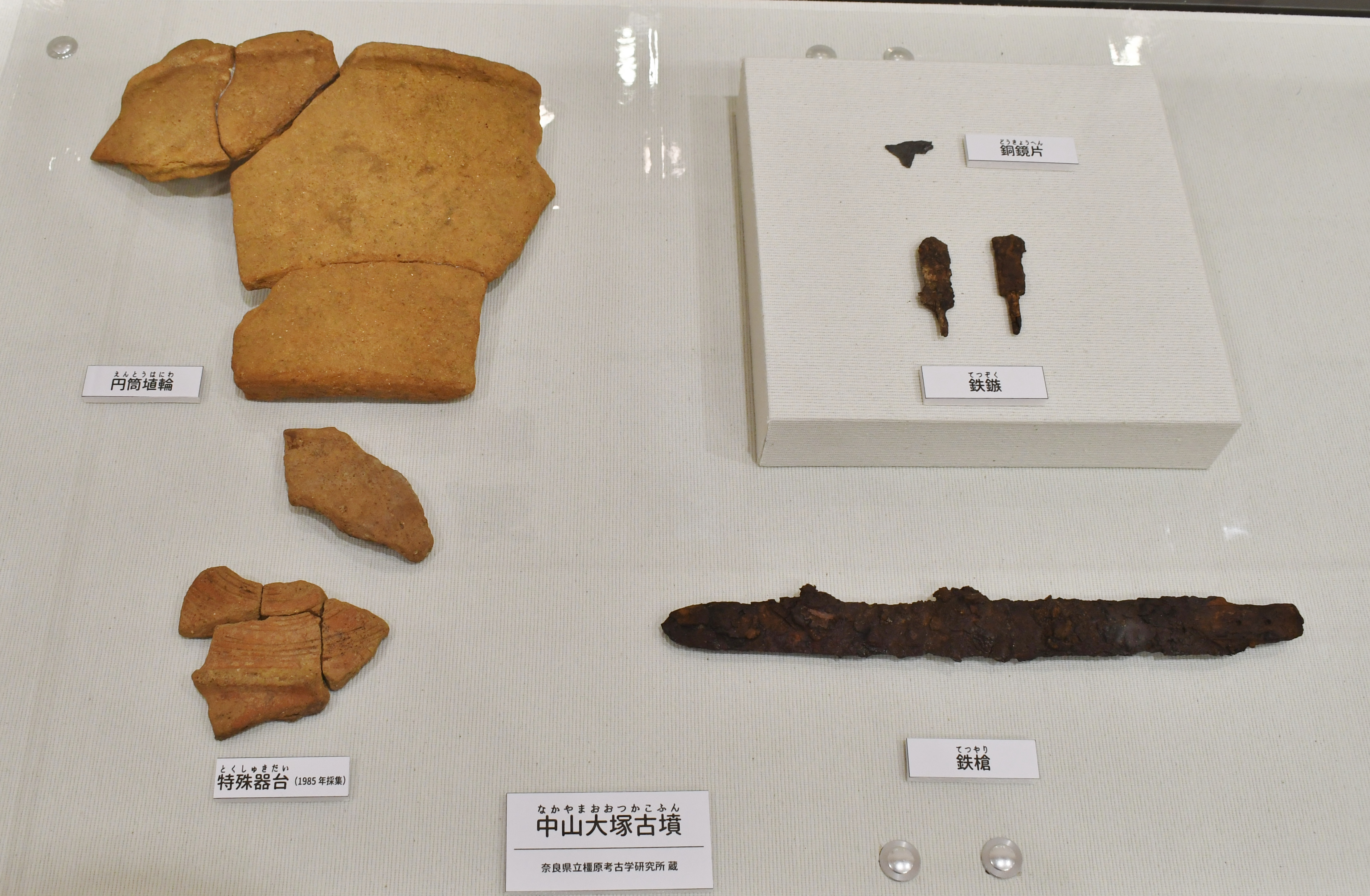
出土品 なら歴史芸術文化村企画展示時に撮影。

- 出土品
なら歴史芸術文化村企画展示時に撮影。